# Tom Malinowski
Tom Malinowski (ur. 23 września 1965 w Słupsku) – amerykański polityk i dyplomata polskiego pochodzenia, w 2018 z ramienia Partii Demokratycznej został wybrany na członka Izby Reprezentantów Stanów Zjednoczonych ze stanu New Jersey.

## Życiorys
Urodził się w 1965 w Słupsku jako Tomasz Malinowski. Mieszkał w Brwinowie. Mając 6 lat wyjechał z matką Joanną do USA i zamieszkał w New Jersey. Ukończył studia na Uniwersytecie Kalifornijskim w Berkeley oraz na Uniwersytecie w Oxfordzie. W okresie prezydentury Billa Clintona był zatrudniony w Radzie Bezpieczeństwa Narodowego USA, a za prezydentury Baracka Obamy pełnił stanowisko podsekretarza stanu ds. demokracji, praw człowieka i pracy. Pełnił funkcję rzecznika prasowego Human Rights Watch.
Jako urzędnik federalny przyczynił się do rozszerzenia NATO o Polskę, Czechy i Węgry w 1997. W 2016 był zaangażowany w rozmowy przedstawicieli USA z polskim rządem w sprawie przestrzegania norm praworządności w Polsce.
Działacz na rzecz ochrony praw człowieka, w tym osób LGBT.
W 2018 został wybrany na członka Izby Reprezentantów Stanów Zjednoczonych ze stanu New Jersey.
Jego babka i prababka w czasie II wojny światowej udzielały schronienia ukrywającym się przed Niemcami Żydom.